# Buisson (Vaucluse)
Pour les articles homonymes, voir Buisson.
Buisson est une commune française située dans le département de Vaucluse, en région Provence-Alpes-Côte d'Azur.

## Géographie

### Accès et transports
La route départementale 51 traverse la commune sur un axe est-ouest et passe au nord du bourg. La route départementale 20 la traverse sur un axe nord-sud et passe l'Aygues pour rejoindre la Drôme.
L'autoroute la plus proche est l'autoroute A7.

### Relief et géologie
La partie nord de la commune, là où coule l'Aygues, est principalement composée d'une plaine alluvionnaire (quaternaire). La partie centrale à plus d'élévation avec quelques collines. Enfin, la partie la plus élevée de la commune se situe au sud-ouest de celle-ci, au niveau du bois des Abrigeaux.

### Sismicité
Les cantons de Bonnieux, Apt, Cadenet, Cavaillon et Pertuis sont classés en zone Ib (risque faible). Tous les autres cantons du département de Vaucluse sont classés en zone Ia (risque très faible). Ce zonage correspond à une sismicité ne se traduisant qu'exceptionnellement par la destruction de bâtiments.

### Hydrographie

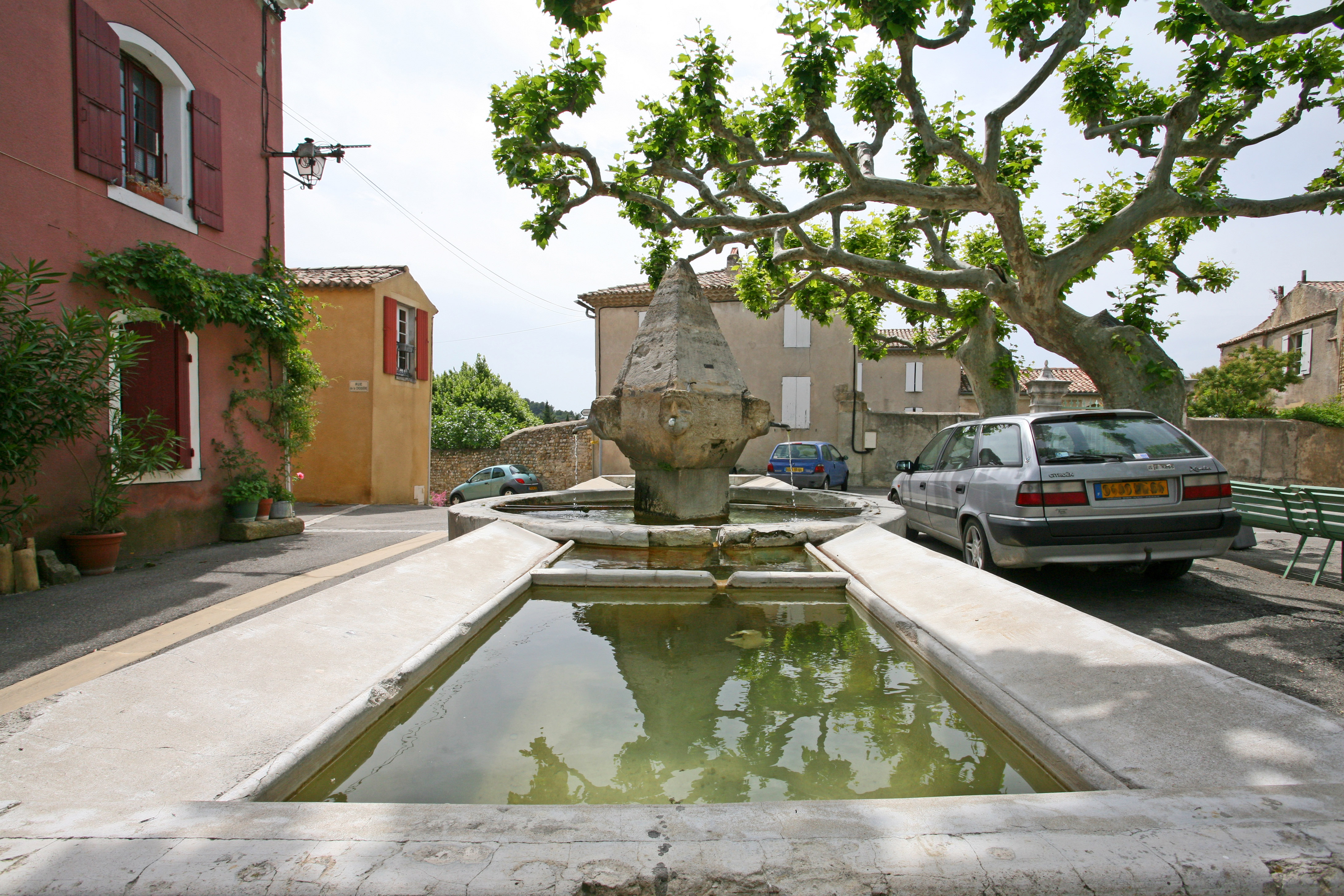
Fontaine-lavoir au cœur du bourg.

L'Aygues passe au nord de la commune.
On trouve au cœur du bourg un système de canalisation des eaux qui alimentent une fontaine et un lavoir.

### Climat
Pour des articles plus généraux, voir Climat de Provence-Alpes-Côte d'Azur et Climat de Vaucluse.
En 2010, le climat de la commune est de type climat méditerranéen franc, selon une étude du Centre national de la recherche scientifique s'appuyant sur une série de données couvrant la période 1971-2000. En 2020, Météo-France publie une typologie des climats de la France métropolitaine dans laquelle la commune est dans une zone de transition entre le climat de montagne et le climat méditerranéen et est dans la région climatique  Provence, Languedoc-Roussillon, caractérisée par une pluviométrie faible en été, un très bon ensoleillement (2 600 h/an), un été chaud (21,5 °C), un air très sec en été, sec en toutes saisons, des vents forts (fréquence de 40 à 50 % de vents > 5 m/s) et peu de brouillards.
Pour la période 1971-2000, la température annuelle moyenne est de 13,4 °C, avec une amplitude thermique annuelle de 17,2 °C. Le cumul annuel moyen de précipitations est de 760 mm, avec 6,2 jours de précipitations en janvier et 2,9 jours en juillet. Pour la période 1991-2020, la température moyenne annuelle observée sur la station météorologique de Météo-France la plus proche, « Visan », sur la commune de Visan à 5 km à vol d'oiseau, est de 14,2 °C et le cumul annuel moyen de précipitations est de 772,7 mm. 
La température maximale relevée sur cette station est de 42 °C, atteinte le 22 août 2023 ; la température minimale est de −10,9 °C, atteinte le 2 mars 2005,,.
Les paramètres climatiques de la commune ont été estimés pour le milieu du siècle (2041-2070) selon différents scénarios d'émission de gaz à effet de serre à partir des nouvelles projections climatiques de référence DRIAS-2020. Ils sont consultables sur un site dédié publié par Météo-France en novembre 2022.

## Urbanisme

### Typologie
Au 1er janvier 2024, Buisson est catégorisée commune rurale à habitat dispersé, selon la nouvelle grille communale de densité à sept niveaux définie par l'Insee en 2022.
Elle est située hors unité urbaine. Par ailleurs la commune fait partie de l'aire d'attraction de Vaison-la-Romaine, dont elle est une commune de la couronne,. Cette aire, qui regroupe 19 communes, est catégorisée dans les aires de moins de 50 000 habitants,.

### Occupation des sols
L'occupation des sols de la commune, telle qu'elle ressort de la base de données européenne d’occupation biophysique des sols Corine Land Cover (CLC), est marquée par l'importance des territoires agricoles (68,9 % en 2018), une proportion sensiblement équivalente à celle de 1990 (69 %). La répartition détaillée en 2018 est la suivante : 
cultures permanentes (59,3 %), forêts (27,3 %), zones agricoles hétérogènes (9,6 %), espaces ouverts, sans ou avec peu de végétation (3,8 %). L'évolution de l’occupation des sols de la commune et de ses infrastructures peut être observée sur les différentes représentations cartographiques du territoire : la carte de Cassini (XVIIIe siècle), la carte d'état-major (1820-1866) et les cartes ou photos aériennes de l'IGN pour la période actuelle (1950 à aujourd'hui).

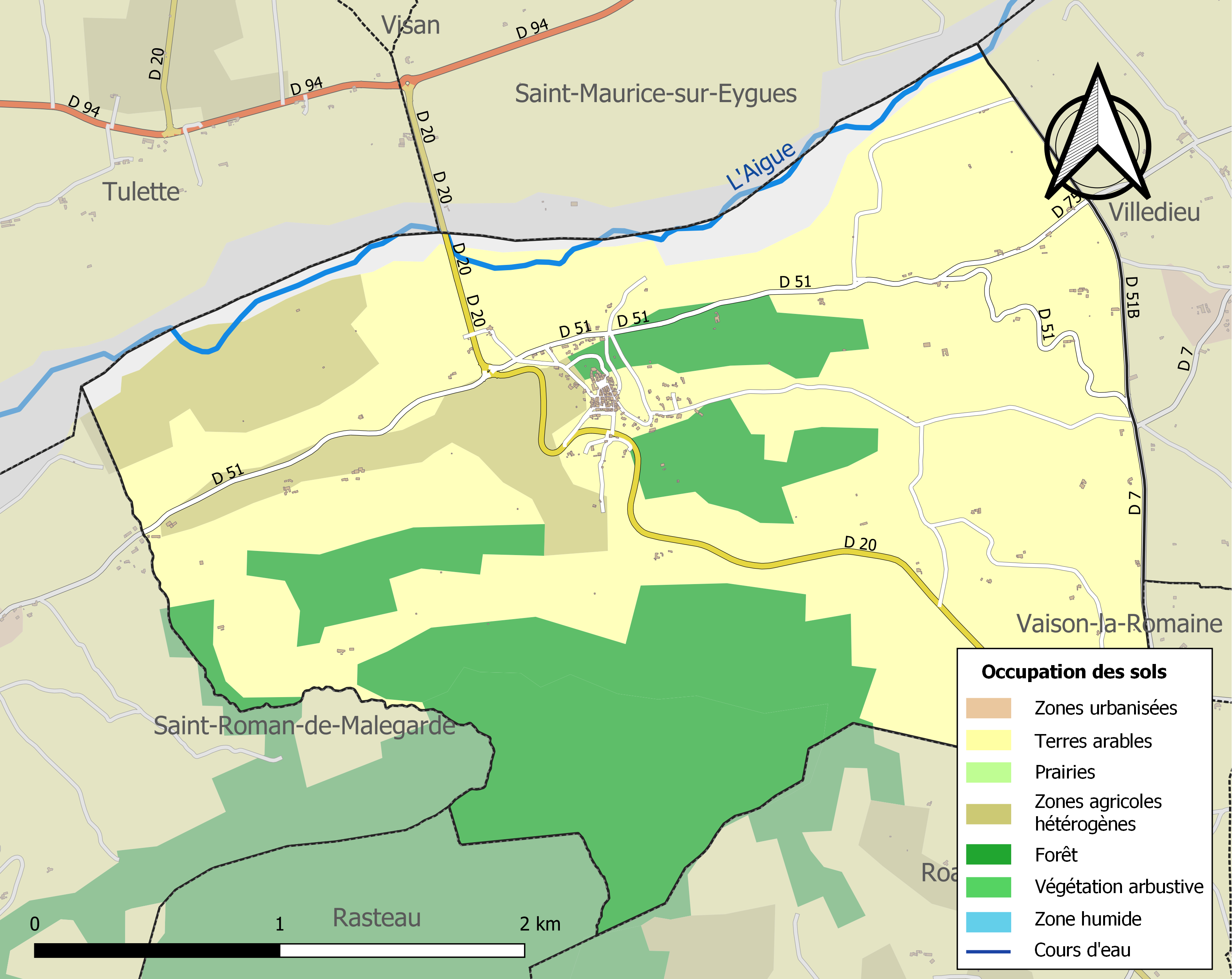
Carte des infrastructures et de l'occupation des sols de la commune en 2018 (CLC).

## Toponymie
La forme la plus ancienne est de Buissono, attestée en 1138-1139. Elle dérive ensuite en Buissone (1157), Castro de Buissone (1210) et Buysone (1227). Ces toponymes suggèrent le nom boscione dérivé du bas-latin boscus qui désigne un bois, un bosquet.
Le nom de la commune est Boisson en occitan.

## Histoire

### Moyen Âge
La commanderie du Temple de Roaix possédait de nombreuses terres sur ce terroir. Dans le même temps, les hospitaliers de Saint-Jean de Jérusalem tenaient le castrum construit au XIIIe siècle. Outre ces deux ordres militaro-religieux, ce fief, dépendant du Comtat Venaissin, était en paréage avec les Montauban auxquels succédèrent les dauphins du Viennois. La lutte d'influence pour la seiguerie majeure prit fin quand les hospitaliers cédèrent, en 1317, leurs biens comtadins à la papauté d'Avignon. Jean XXII remit ce fief entre les mains de la Révérande Chambre Apostolique - le ministère des finances pontificales - qui en devint Dame foncière.
Très peu peuplé au Moyen Âge, avec une vingtaine de maisons (soit moins de 100 habitants), Buisson avait néanmoins construit une muraille pour se protéger.

### Période moderne
Attaqué une première fois par les huguenots, en 1563, le village le fut, à nouveau, en 1581, par les religionnaires de Nyons qui repartirent après avoir dérobé la cloche de l'église pour la placer dans leur temple. Puis, en 1588, Lesdiguières vint à son tour et mit le village à contribution. Lassé, le Conseil de Ville décida de restaurer les fortifications. En 1590, un nouveau rempart fut édifié. Il avait 12 mètres de haut et était construit entièrement avec des galets roulés pris dans le lit de l'Aigues.

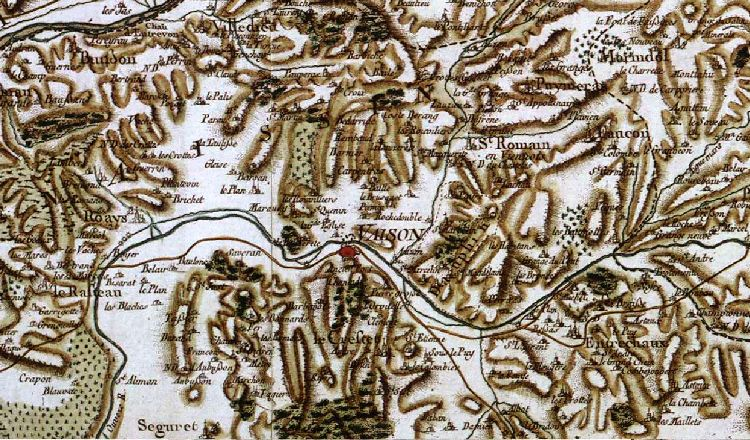
Les environs de Vaison au XVIIIe par Cassini.

Le château des Hospitaliers fut démantelé au cours de la Révolution.
Le 12 août 1793 fut créé le département de Vaucluse, constitué des districts d'Avignon et de Carpentras, mais aussi de ceux d'Apt et d'Orange, qui appartenaient aux Bouches-du-Rhône, ainsi que du canton de Sault, qui appartenait aux Basses-Alpes.

### Période contemporaine
Au XIXe siècle, le territoire de la commune produisait de l'huile d'olive et des pommes.

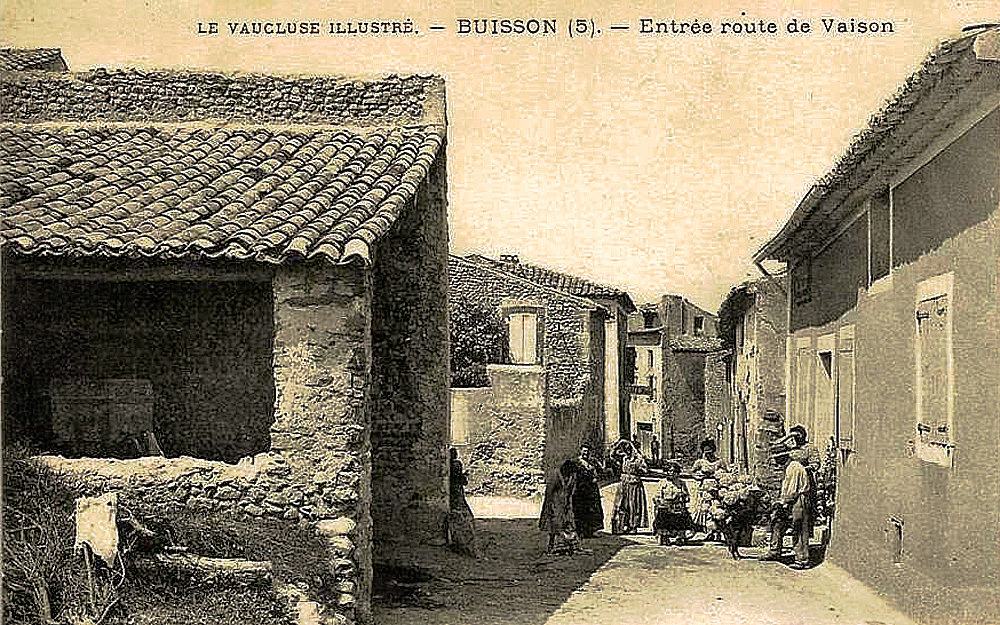
Lavoir communautaire
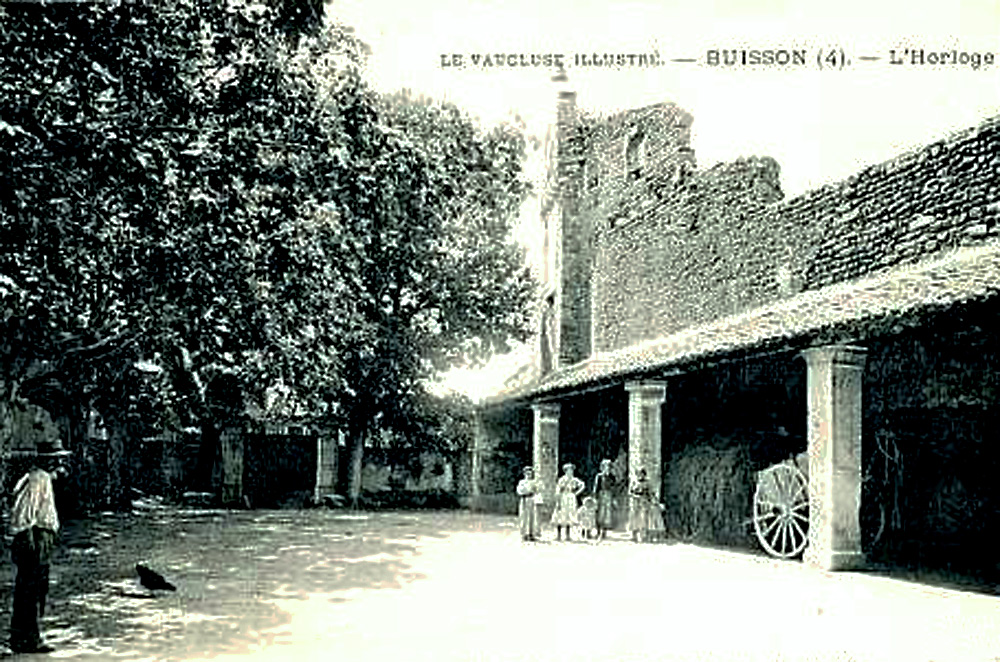
place du village

Au cours de la Seconde Guerre mondiale, venus de Lorraine, des réfugiés de Voyer furent accueillis sur place. Les liens entre les deux villages furent pérennisés par la suite. Le syndicat des vignerons de Buisson, ayant organisé sa fête du vin annuelle, dans le cadre des « Vins en fêtes de la vallée du Rhône », avec la célébration d'un baptême bachique pour le dernier né de la commune, la municipalité de Voyer, qui y assista, désira que les vignerons des côtes-du-rhône organisent chez eux une manifestation identique. Ce fut un succès qui perdure depuis 25 ans.
Buisson a été la première commune viticole au monde dont le terroir a été informatisé au niveau de toutes ses parcelles. Cette opération fut menée conjointement par le BRGM d'Orléans et l'Université du vin de Suze-la-Rousse sur les 1 000 hectares de la commune et les 350 hectares du vignoble.

## Politique et administration

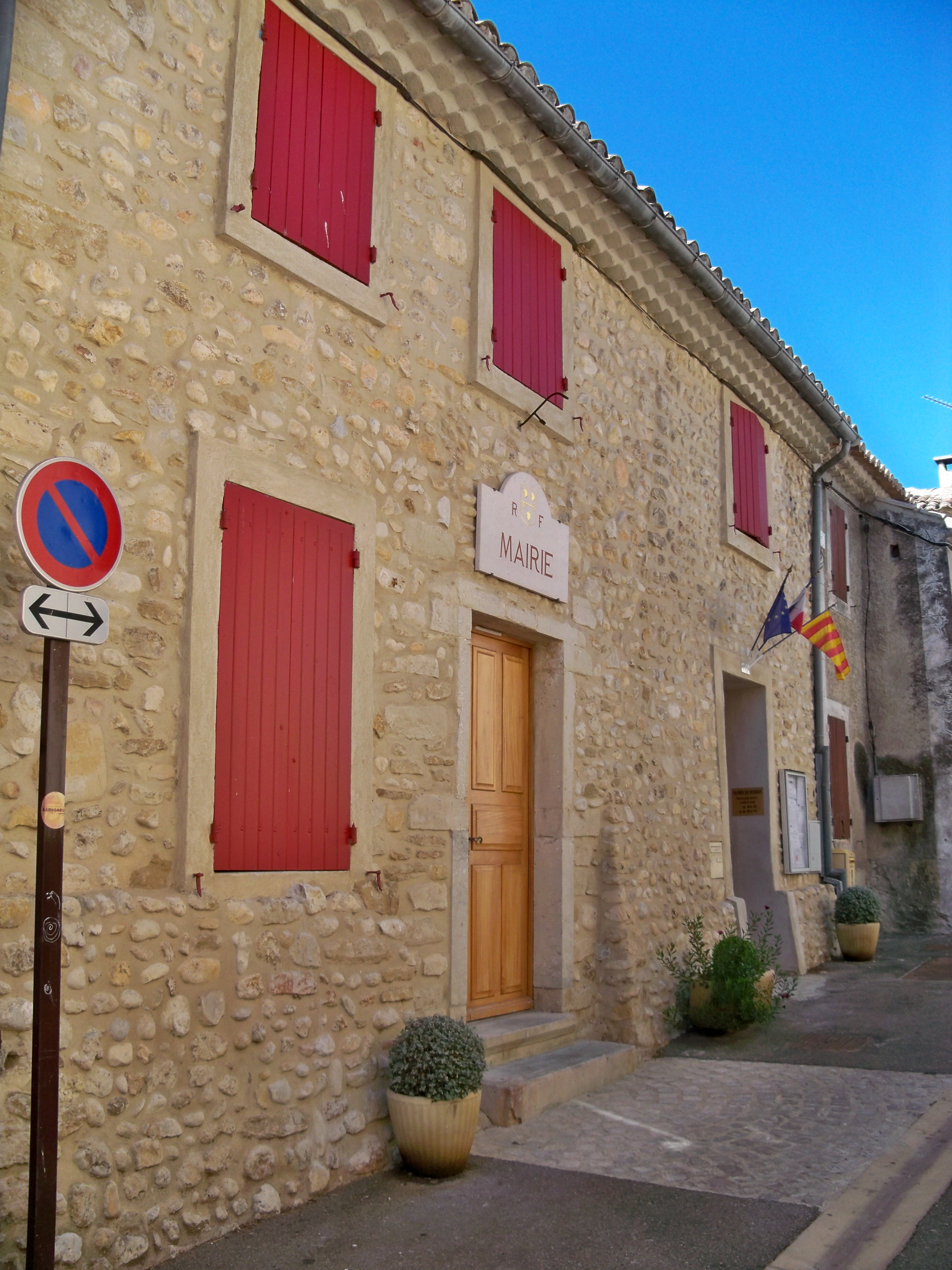
Mairie de Buisson.

| Période   | Période   | Identité        | Profession     |
| --------- | --------- | --------------- | -------------- |
| Mars 1995 | Mars 2001 | André Serret    |                |
| Mars 2001 | Mars 2020 | Liliane Blanc   | Viticultrice   |
| Mars 2020 | En cours  | Chantal Fritsch | Cadre de santé |

### Intercommunalité
La commune fait partie de la communauté de communes Pays Vaison Ventoux, qui fait elle-même partie du syndicat mixte d'aménagement de l'Aygues et du syndicat mixte d'aménagement du bassin de l'Ouvèze (SIABO).

### Fiscalité
| Taxe                                                | Part communale | Part intercommunale | Part départementale | Part régionale |
| --------------------------------------------------- | -------------- | ------------------- | ------------------- | -------------- |
| Taxe d'habitation (TH)                              | 14,33 %        | 0,00 %              | 7,55 %              | 0,00 %         |
| Taxe foncière sur les propriétés bâties (TFPB)      | 18,43 %        | 0,00 %              | 10,20 %             | 2,36 %         |
| Taxe foncière sur les propriétés non bâties (TFPNB) | 47,93 %        | 0,00 %              | 28,96 %             | 8,85 %         |
| Taxe professionnelle (TP)                           | 00,00 %        | 19,80 %             | 13,00 %             | 3,84 %         |

La part régionale de la taxe d'habitation n'est pas applicable.

## Démographie
L'évolution du nombre d'habitants est connue à travers les recensements de la population effectués dans la commune depuis 1793. Pour les communes de moins de 10 000 habitants, une enquête de recensement portant sur toute la population est réalisée tous les cinq ans, les populations de référence des années intermédiaires étant quant à elles estimées par interpolation ou extrapolation. Pour la commune, le premier recensement exhaustif entrant dans le cadre du nouveau dispositif a été réalisé en 2005.

En 2022, la commune comptait 256 habitants, en évolution de −13,8 % par rapport à 2016 (Vaucluse : +1,73 %, France hors Mayotte : +2,11 %).
| 1793 | 1800 | 1806 | 1821 | 1831 | 1836 | 1841 | 1846 | 1851 |
| ---- | ---- | ---- | ---- | ---- | ---- | ---- | ---- | ---- |
| 338  | 299  | 289  | 388  | 392  | 413  | 462  | 433  | 485  |

| 1856 | 1861 | 1866 | 1872 | 1876 | 1881 | 1886 | 1891 | 1896 |
| ---- | ---- | ---- | ---- | ---- | ---- | ---- | ---- | ---- |
| 477  | 462  | 468  | 507  | 455  | 462  | 379  | 335  | 319  |

| 1901 | 1906 | 1911 | 1921 | 1926 | 1931 | 1936 | 1946 | 1954 |
| ---- | ---- | ---- | ---- | ---- | ---- | ---- | ---- | ---- |
| 302  | 310  | 290  | 264  | 249  | 246  | 214  | 222  | 204  |

| 1962 | 1968 | 1975 | 1982 | 1990 | 1999 | 2005 | 2006 | 2010 |
| ---- | ---- | ---- | ---- | ---- | ---- | ---- | ---- | ---- |
| 217  | 181  | 148  | 166  | 195  | 264  | 310  | 323  | 278  |

| 2015 | 2020 | 2022 | - | - | - | - | - | - |
| ---- | ---- | ---- | - | - | - | - | - | - |
| 294  | 267  | 256  | - | - | - | - | - | - |

## Économie

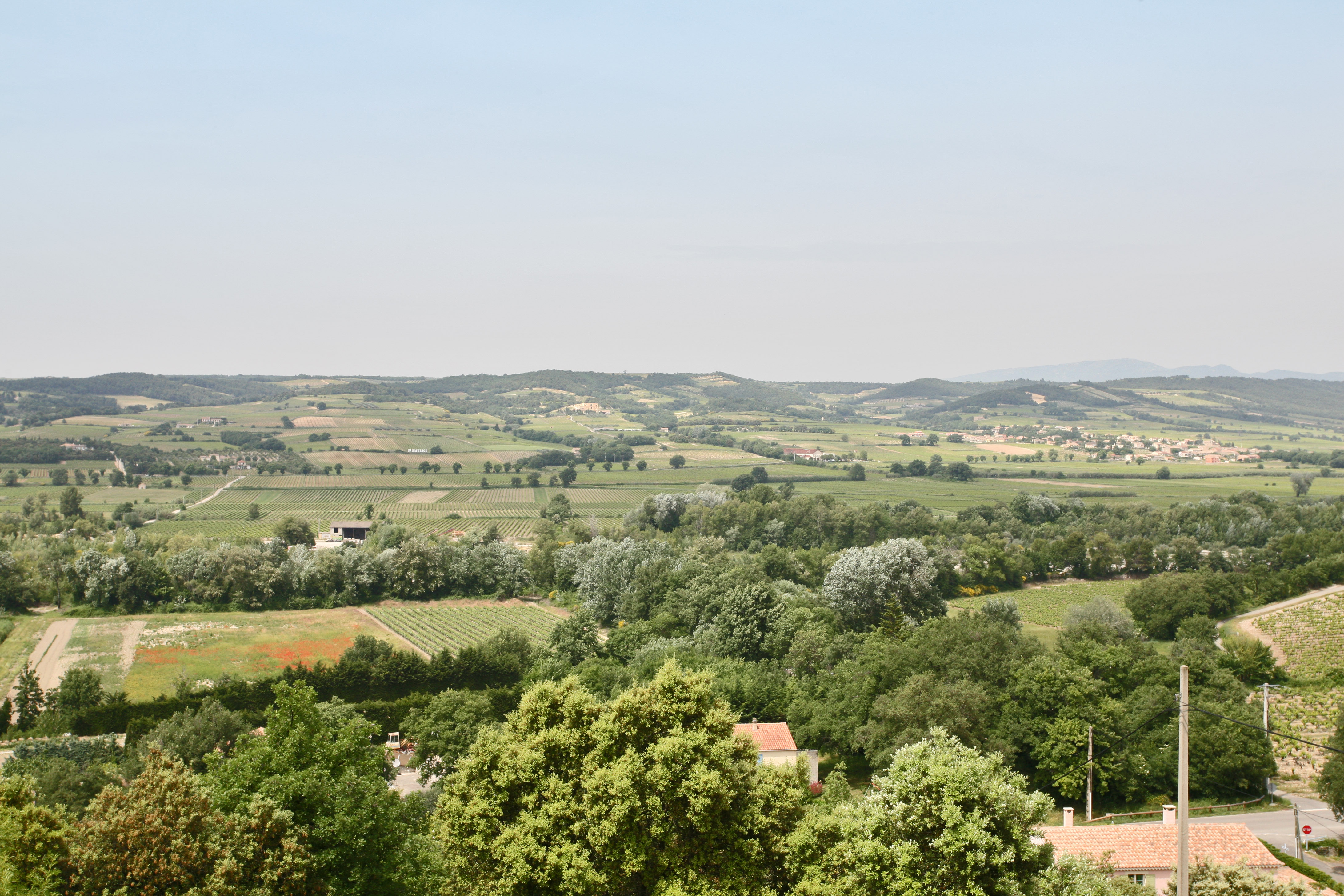
La vigne est relativement présente.

### Agriculture
Le vignoble fournit des vins classés en côtes-du-rhône. Les vins qui ne sont pas en appellation d'origine contrôlée peuvent revendiquer, après agrément, le label Vin de pays de la Principauté d'Orange. Les vignerons de la commune sont représentés au sein de la Commanderie des Costes du Rhône, confrérie bachique, qui tient ses assises au château de Suze-la-Rousse, siège de l'Université du vin.

### Tourisme
Tourisme viticole (caves de dégustation) et tourisme de randonnées (plusieurs circuits pédestres et vélo à proximité). On trouve sur la commune plusieurs gîtes et chambres d'hôtes qui permettent l'accueil des touristes.

## Équipements ou services

### Enseignement
La commune ne possède pas d'école primaire et maternelle publique, les enfants vont à la commune voisine Villedieu. L'école Daniel Cordier est partagée entre les deux communes.Ensuite, les élèves sont affectés à la cité scolaire de Vaison-la-Romaine (collège Joseph d'Arbaud puis lycée Stéphane Hessel).

### Sports
La commune de Buisson ne possède pas d'équipements sportifs spécifiques. Cependant, il est possible de pratiquer la pétanque à côté du pigeonnier restauré.
Buisson est une commune "point de départ" du circuit n°2 des chemins des chapelles, couramment appelé "à la rencontre des templiers hospitaliers". Ce chemin de randonnée est porté par l'association du chemin des chapelles.

### Santé
Docteurs, pharmacies, etc. sur les communes voisines de Tulette et Visan, à environ cinq kilomètres et hôpital à Vaison-la-Romaine à environ sept kilomètres et demi.

## Vie locale
Plusieurs associations existent sur la commune de Buisson : l'association paroissiale, la société de chasse, l'association des chemins des chapelles, l'association du patrimoine et l'association "Ré-Unissons Buisson !".
L'association "Ré-Unissons Buisson !"  a pour objet l’organisation d’animations populaires par les habitants de Buisson. Des rencontres, des événements dans le but de créer du lien social, de dynamiser et de valoriser le village de la vallée d'Aygues en Vaison Ventoux.
L'association du patrimoine promeut la préservation du patrimoine architectural et l'environnement du village médiéval. En 2022, elle a notamment travailler sur la question de l'eau ; à l'occasion des travaux de restauration de la fontaine. En 2024, elle a organisé une visite historique du village ; à l'occasion de la fête du patrimoine.

Buisson village agricole de Haute Provence
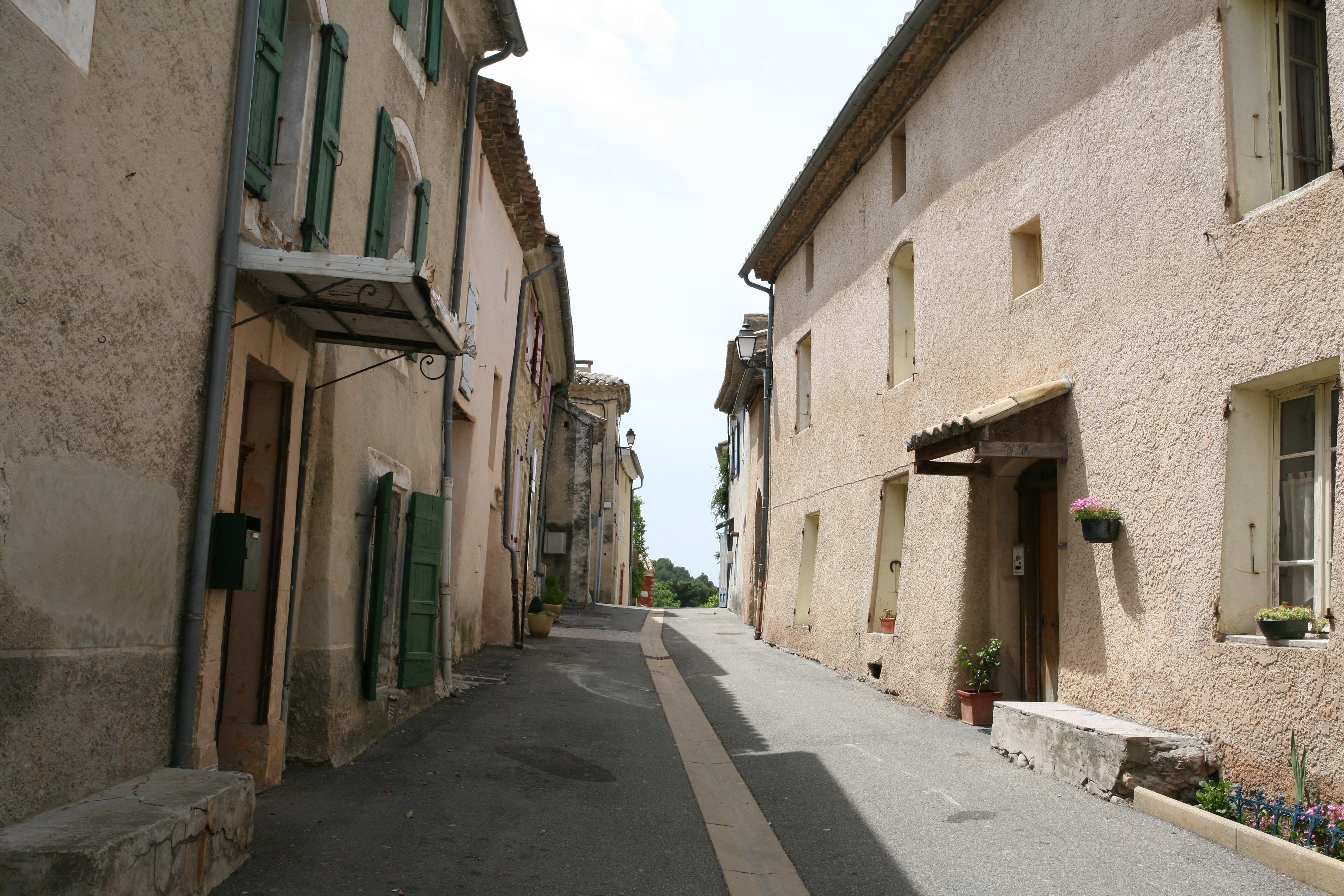
Fichier:Ruelle_1_de_Buisson_by_JM_Rosier..JPGRue de la partie plus récente du bourg.
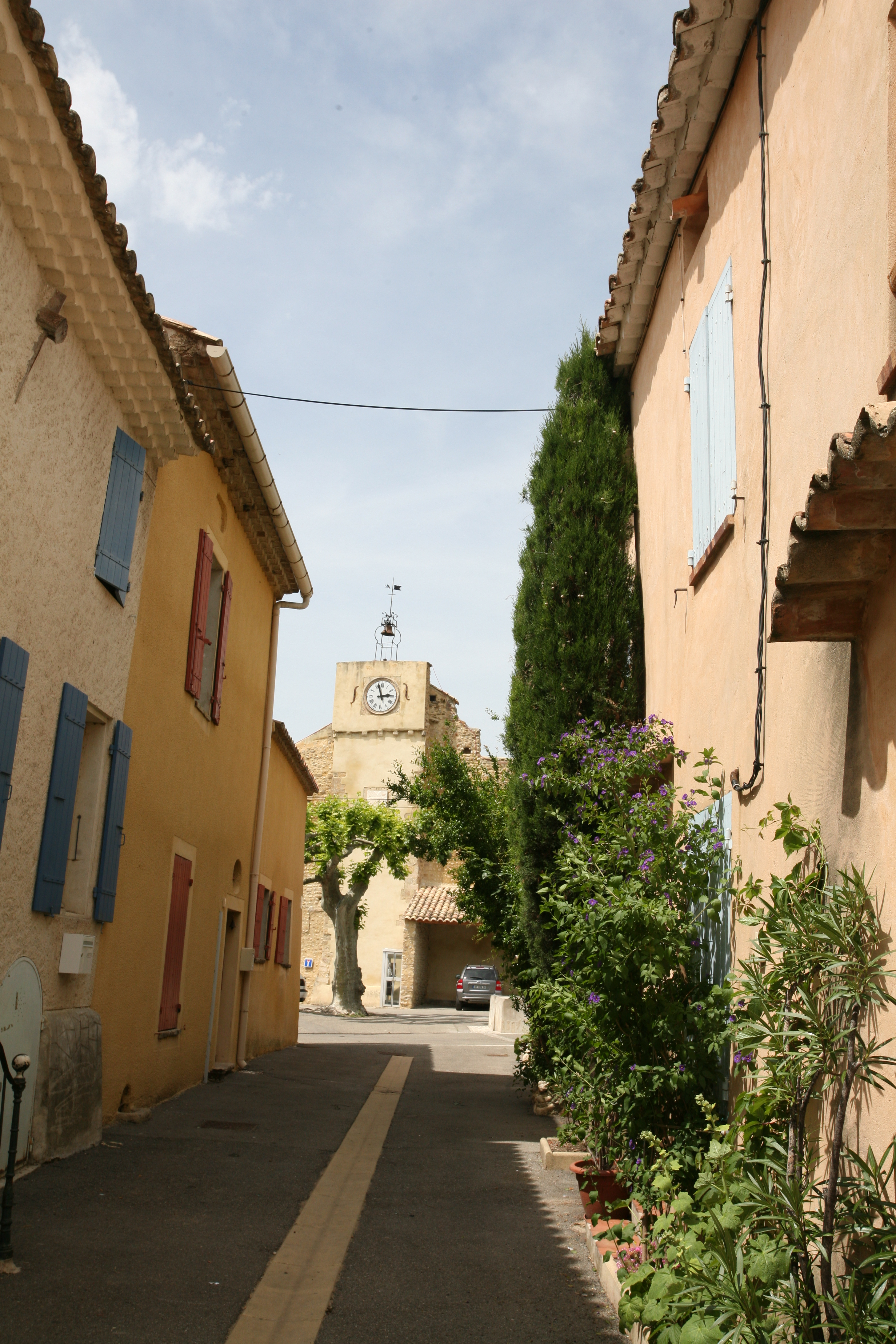
Fichier:Ruelle_2_Buisson_by_JM_Rosier..JPGRue menant à la partie ancienne du bourg, derrière les fortifications.
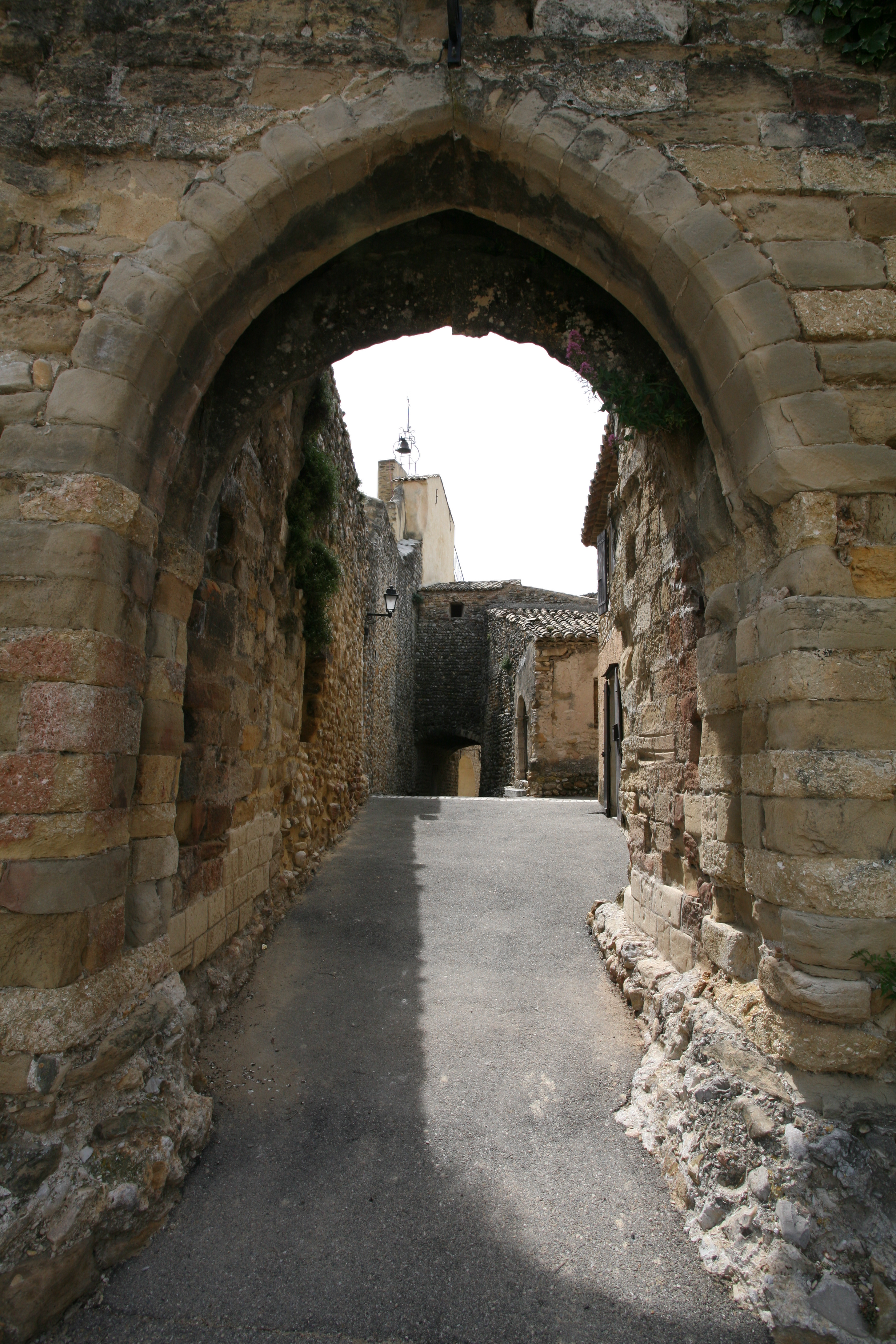
Fichier:Une_des_portes_du_vieux_Buisson_by_JM_Rosier..JPGUne des portes du vieux Buisson.
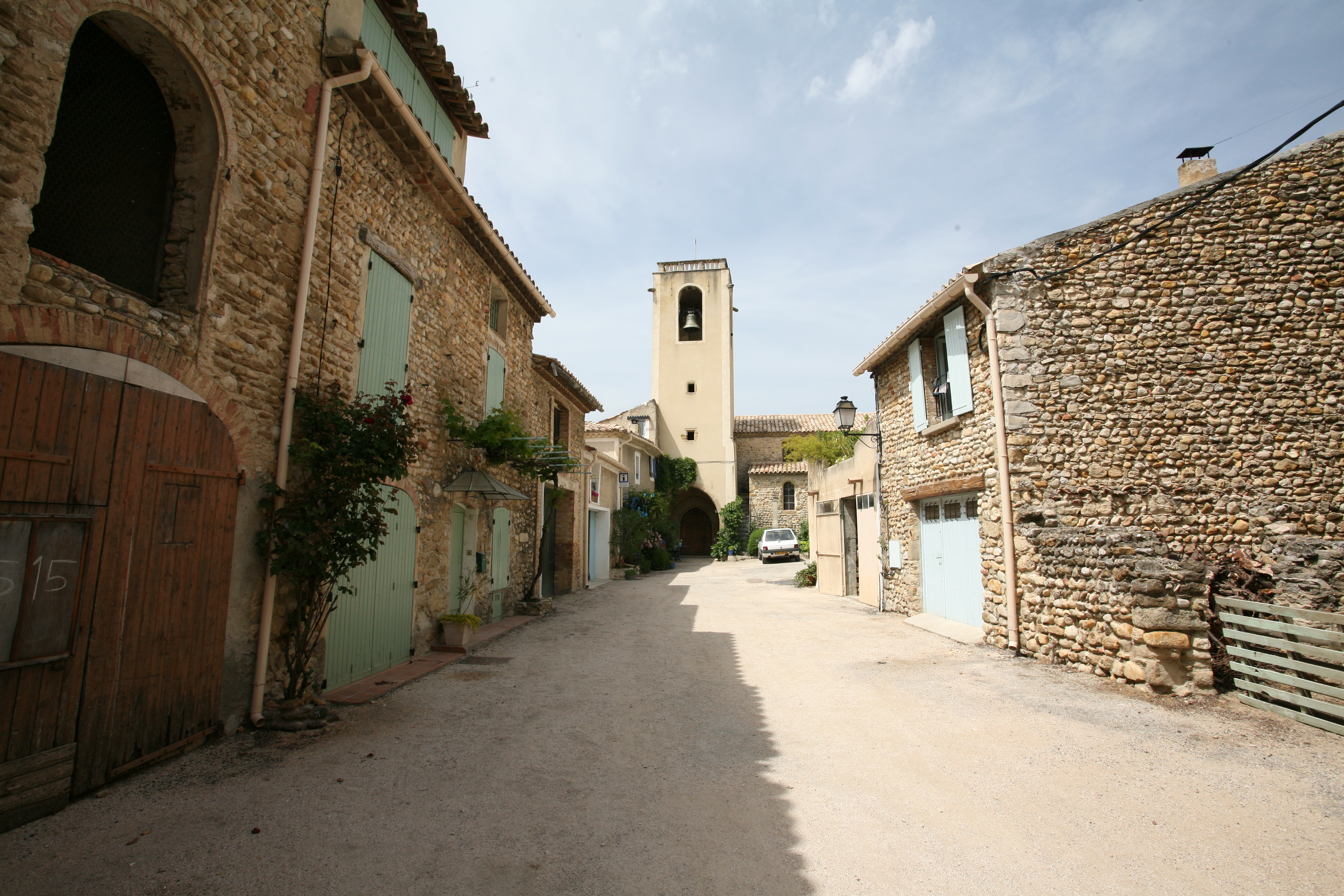
Fichier:Vieux_Buisson_by_JM_Rosier..JPGRue au cœur des anciennes fortifications.

### Cultes
La paroisse catholique de Buisson dépend du diocèse d'Avignon, doyenné de Vaison-la-Romaine.
Une messe a lieu dans l’Église de Buisson, chaque 1er samedi du mois à 18h.

### Écologie et recyclage
La collecte et traitement des déchets des ménages et déchets assimilés et la protection et mise en valeur de l'environnement se font dans le cadre de la communauté de communes Pays Vaison Ventoux.
Il existe une déchèterie à l'entrée de Vaison-la-Romaine et une décharge à gravats à Villedieu.

## Culture locale et patrimoine

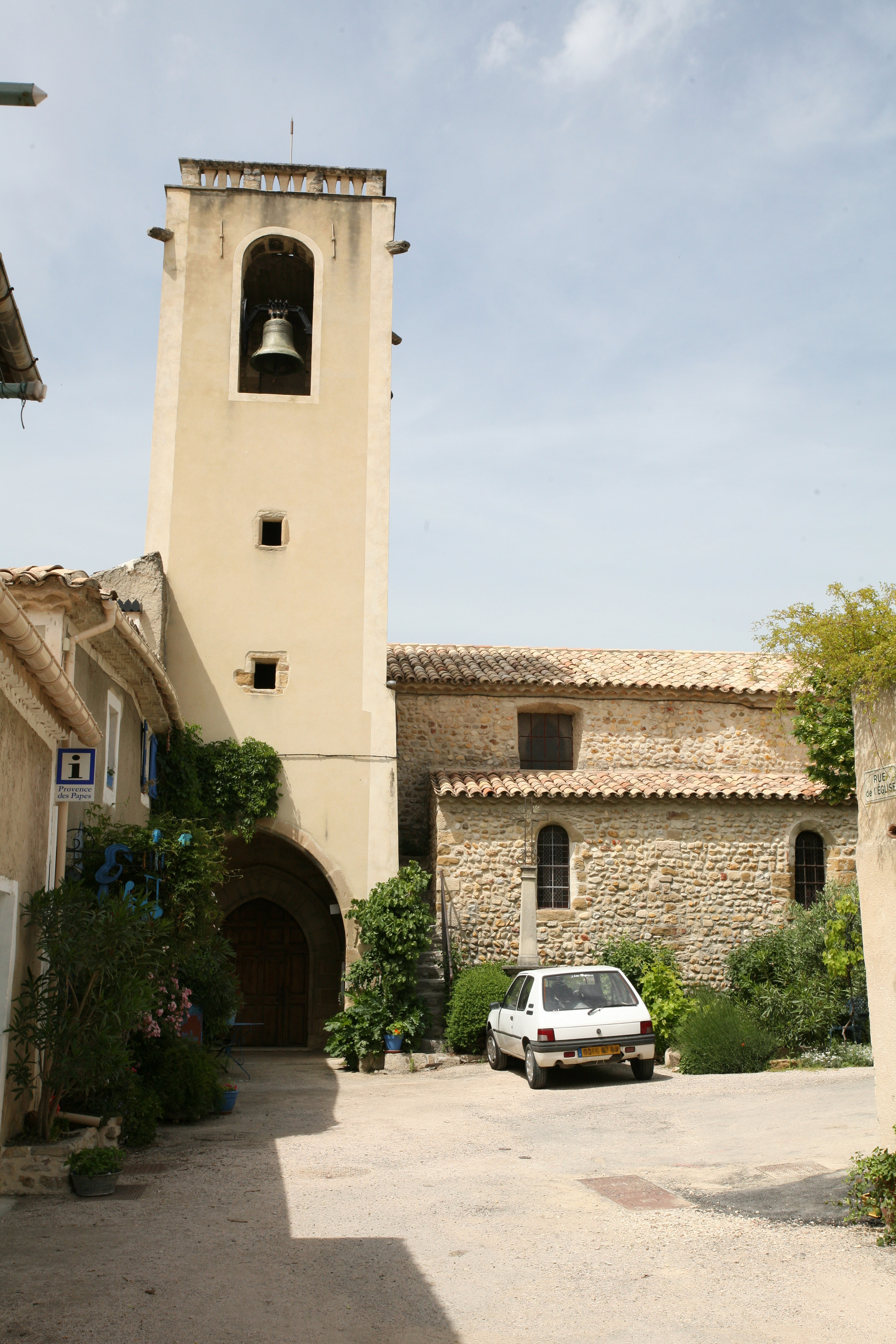
Eglise Notre Dame del Bois
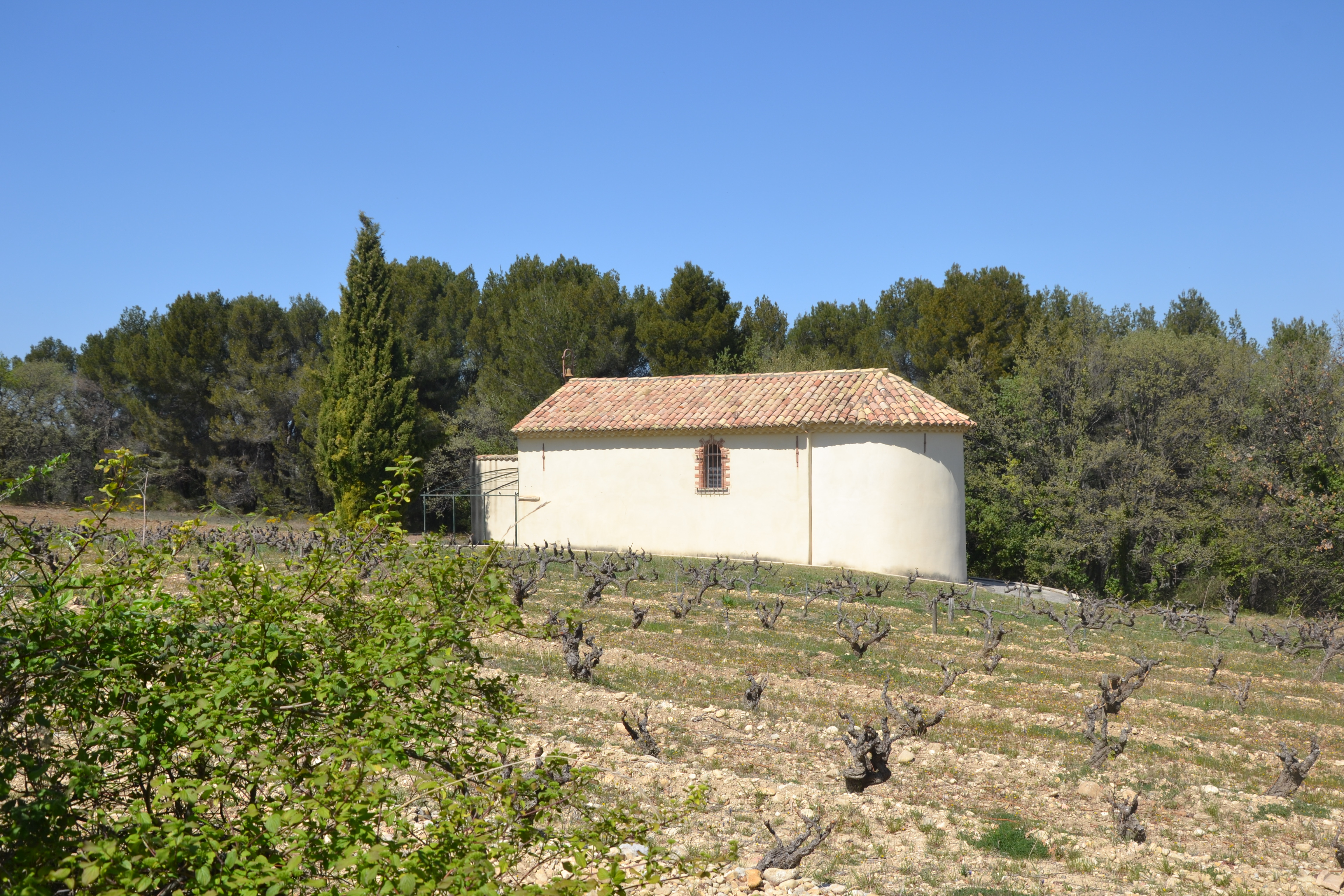
Chapelle Notre-Dame-d'Argelier de Buisson
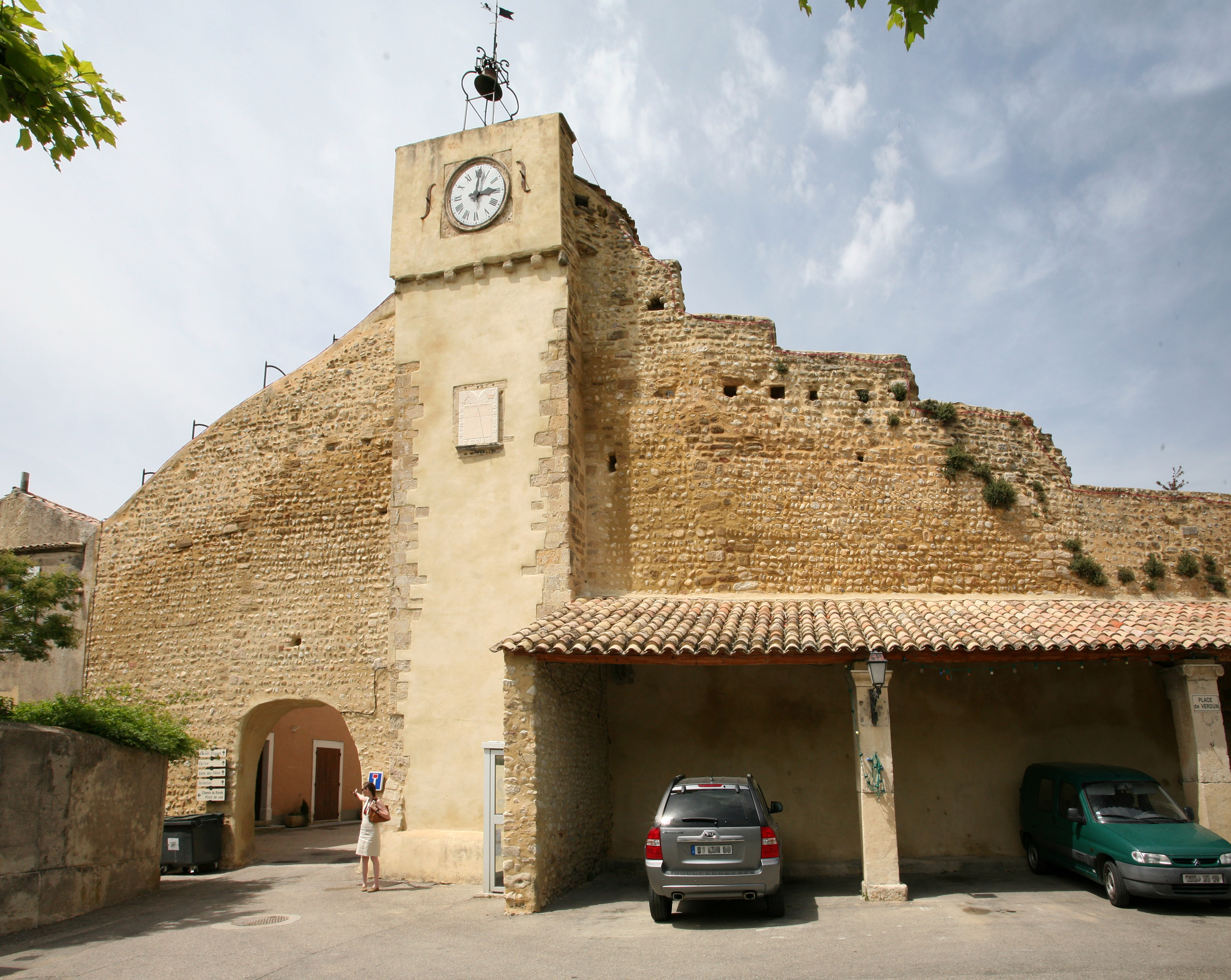
Beffroi de Buisson
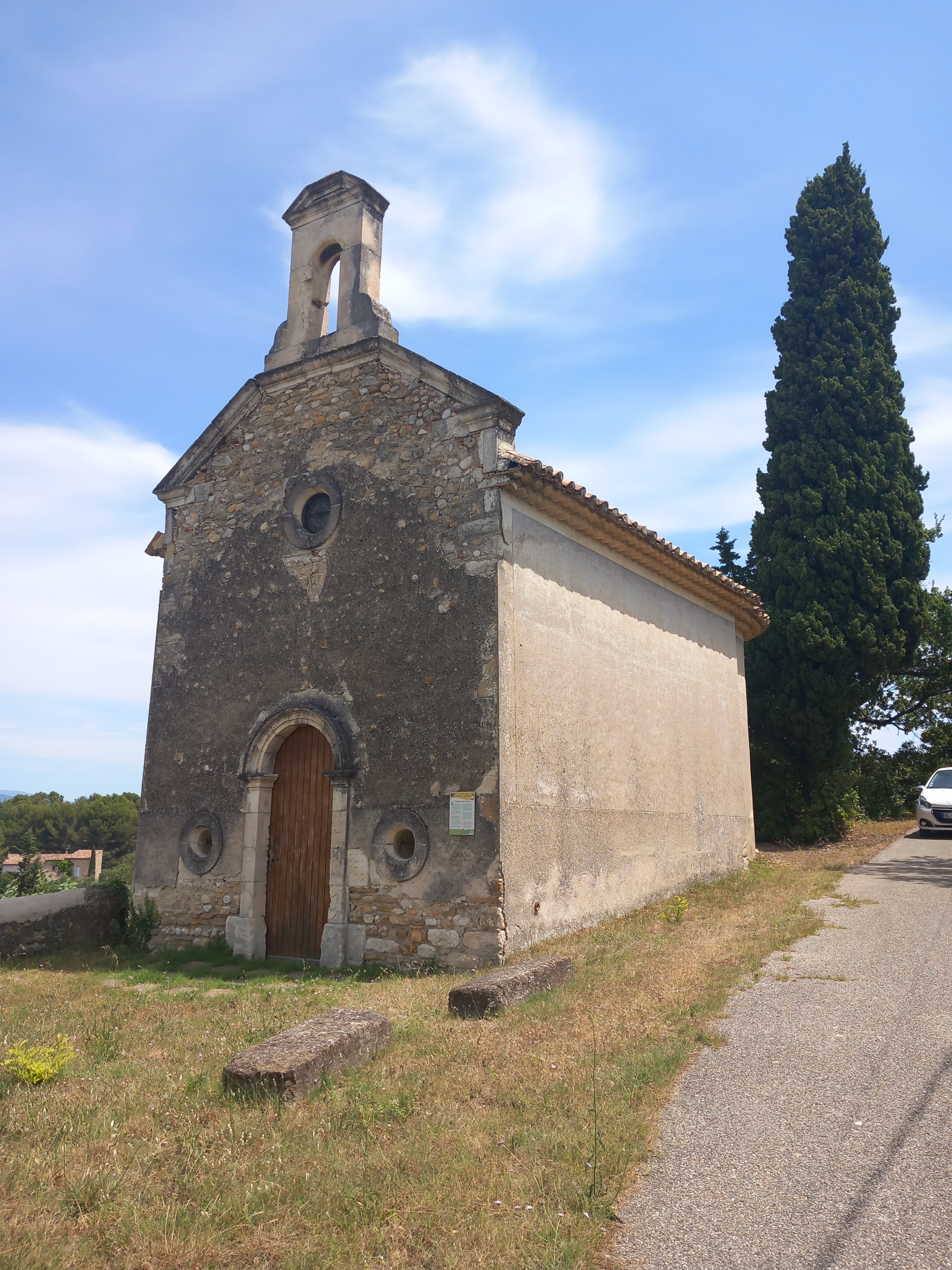
Chapelle Saint-Pierre de Buisson
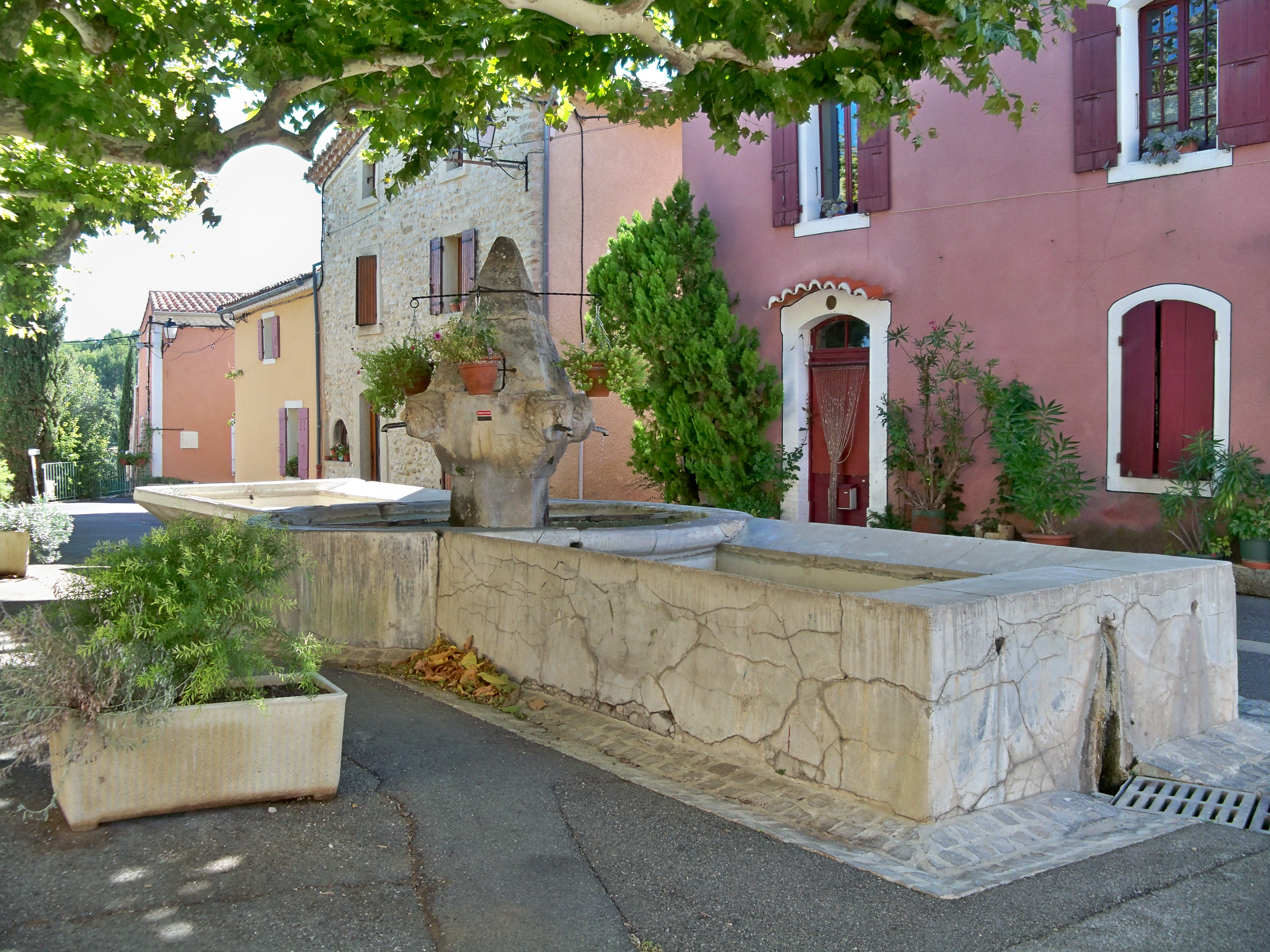
Fontaine lavoir

### Lieux et monuments
- Anciennes fortifications, dont portes.
- Fontaine-lavoir.
- Maisons anciennes.
- Horloge et campanile.
- Chapelle Saint-Pierre.
- Notre-Dame d'Argelier.

### Personnalités liées à la commune
Thierry Barrigue de Montvallon, dit Barrigue (fils de "Piem", Pierre de Montvallon), dessinateur de presse comme son père, possède une maison à Buisson.

### Héraldique
| Blason de Buisson | Les armes peuvent se blasonner ainsi : D'azur à la clef d'or posée en fasce, accompagnée de trois têtes de lion arrachées du même. |